# Salade Shrimp Louie
La salade Shrimp Louie est une salade traditionnelle originaire de Californie. Elle est composée de crevettes, de laitue iceberg, d'asperges, d'œufs durs et de tomate,. La vinaigrette qui accompagne la salade est semblable à la vinaigrette Mille-Îles, à base de mayonnaise, de ketchup, de sauce piquante, de sauce Worcestershire, d'oignon, de sel et de poivre.
Cette salade a été créée à San Francisco au début des années 1900. Ce plat peut éventuellement contenir de l'avocat. Il existe une version incluant du crabe, la salade Crab Louie.